# Tim Handwerker
Tim-Henry Handwerker (Bergisch Gladbach, 19 mei 1998) is een Duits voetballer die doorgaans speelt als linksback. In juli 2025 verruilde hij Jahn Regensburg voor Arminia Bielefeld.

## Clubcarrière
Handwerker speelde bij Bergisch Gladbach 09 en kwam in 2007 in de jeugdopleiding van Bayer Leverkusen terecht. Bij die club brak hij niet door en tien jaar na zijn komst verkaste hij transfervrij naar 1. FC Köln, waar hij zijn handtekening zette onder een verbintenis voor de duur van drie seizoenen. Zijn professionele debuut maakte Handwerker op 1 oktober 2017, toen in eigen huis met 1–2 werd verloren van RB Leipzig. Die club kwam op voorsprong door treffers van Lukas Klostermann en Yussuf Poulsen. Namens Köln deed Yuya Osako acht minuten voor tijd iets terug, door te scoren op aangeven van Handwerker, die van coach Peter Stöger in mocht vallen voor Frederik Sørensen.
Aan het einde van het seizoen 2017/18 degradeerde Köln uit de Bundesliga. Hierop werd Handwerker voor één seizoen op huurbasis overgenomen door FC Groningen. Na afloop van het seizoen wilde FC Groningen de verdediger graag behouden, maar hij koos voor een overstap naar 1. FC Nürnberg. Hier tekende hij voor drie seizoenen. Hij raakte in augustus 2022 geblesseerd en moest tot januari 2023 toekijken voor hij weer aansloot bij de trainingen. In april 2023 speelde hij weer zijn eerste wedstrijd in het eerste elftal, waarna zijn contract met een jaar verlengd werd.
In januari 2024 werd Handwerker voor een half seizoen verhuurd aan FC Utrecht. Hier was Ron Jans trainer, die hem eerder in de functie van technisch directeur naar FC Groningen had gehaald. Na twee invalbeurten scheurde de verdediger voor de tweede keer in zijn carrière zijn kruisband af, waardoor hij de rest van het seizoen aan zich voorbij moest laten gaan. Hierdoor bleef zijn inzet voor FC Utrecht beperkt tot twee invalbeurten. Na zijn terugkeer bij Nürnberg kwam hij niet aan spelen toe tot januari 2025, waarna hij verkaste naar Jahn Regensburg. Na een half seizoen nam Arminia Bielefeld hem over.

## Clubstatistieken
| Seizoen | Club              | Competitie    | Competitie | Competitie | Beker | Beker | Internationaal | Internationaal | Totaal | Totaal |
| Seizoen | Club              | Competitie    | Wed.       | Dlp.       | Wed.  | Dlp.  | Wed.           | Dlp.           | Wed.   | Dlp.   |
| ------- | ----------------- | ------------- | ---------- | ---------- | ----- | ----- | -------------- | -------------- | ------ | ------ |
| 2017/18 | 1. FC Köln        | Bundesliga    | 11         | 0          | 1     | 0     | —              | —              | 12     | 0      |
| 2018/19 | → FC Groningen    | Eredivisie    | 33         | 0          | 1     | 0     | —              | —              | 34     | 0      |
| 2019/20 | 1. FC Nürnberg    | 2. Bundesliga | 27         | 1          | 4     | 0     | —              | —              | 31     | 1      |
| 2020/21 | 1. FC Nürnberg    | 2. Bundesliga | 34         | 1          | 1     | 0     | —              | —              | 35     | 1      |
| 2021/22 | 1. FC Nürnberg    | 2. Bundesliga | 34         | 1          | 2     | 0     | —              | —              | 36     | 1      |
| 2022/23 | 1. FC Nürnberg    | 2. Bundesliga | 8          | 0          | 2     | 0     | —              | —              | 10     | 0      |
| 2023/24 | 1. FC Nürnberg    | 2. Bundesliga | 11         | 2          | 3     | 0     | —              | —              | 14     | 2      |
| 2023/24 | → FC Utrecht      | Eredivisie    | 2          | 0          | 0     | 0     | —              | —              | 2      | 0      |
| 2024/25 | 1. FC Nürnberg    | 2. Bundesliga | 0          | 0          | 0     | 0     | —              | —              | 0      | 0      |
| 2024/25 | Jahn Regensburg   | 2. Bundesliga | 15         | 0          | 0     | 0     | —              | —              | 15     | 0      |
| 2025/26 | Arminia Bielefeld | 2. Bundesliga | 0          | 0          | 0     | 0     | —              | —              | 0      | 0      |
| Totaal  | Totaal            | Totaal        | 175        | 5          | 14    | 0     | 0              | 0              | 189    | 5      |

Bijgewerkt op 4 juli 2025.